# 1952年オランダグランプリ
1952年オランダグランプリ (III Grote Prijs van Nederland) は、1952年8月17日にザントフォールト・サーキットで開催されたフォーミュラ2のレース。このレースは1952年のF1世界選手権の第7戦でもあったが、通常適用されるフォーミュラ1のレギュレーションではなく、1952年と1953年はフォーミュラ2のレギュレーションが適用された。

## レース概要
前シーズン最終戦以来参戦していなかったルイジ・ヴィッロレージがフェラーリから復帰、ピエロ・タルッフィの代わりとしてニーノ・ファリーナ、アルベルト・アスカリと共に走る。アスカリは2週間前にタイトルを確定している。シャルル・ド・トルナコもエキュリー・フランコルシャンのフェラーリをドライブする。ゴルディーニは前戦と同じラインナップ、フランス人トリオのベーラ、マンヅォン、トランティニアンを起用し、ベルギー人ドライバーのポール・フレールはエキュリー・ベルゲのシムカ・ゴルディーニをドライブする。HWMはイギリス人ドライバーのランス・マックリン、ダンカン・ハミルトンに加え、地元ドライバーのドリーズ・ヴァン・デル・ローフを起用した。このほかのオランダ人ドライバーはエスクーデリア・バンディランテスのマセラティをドライブするヤン・フリンテルマンで、チームメイトはチコ・ランディとジノ・ビアンコであった。ワークスマセラティはドイツでの失敗の後、再び欠席することとなった。この他はコンノートをドライブするケン・ダウニング、クーパー-ブリストルのマイク・ホーソーン、フレイザー・ナッシュのケン・ウォートン、ERAのスターリング・モスがグリッドに並んだ。
フェラーリが再び予選を支配した。アスカリがシーズン4度目のポールポジションを獲得、ファリーナがこれに続いた。マイク・ホーソーンが予選で輝きを見せ、小さなクーパー-ブリストルでフロントローを獲得、ヴィッロレージのフェラーリを2列目に追いやった。トランティニアンのゴルディーニが2列目に並び、チームメイトのベーラ、マンヅォンはフレイザー・ナッシュのウォートンと共に3列目を形成した。
ホーソーンは5ラップに渡ってフェラーリと勇敢に戦ったが、フェラーリは通常のフォーメーションを構成した。アスカリがファリーナとヴィッロレージを率いてレースを制し、ホーソーンがフェラーリトリオの2ラップ遅れ、4位でこれに続いた。アスカリの勝利は5連勝となり、ファステストラップも5連続であった。彼の優勝は7度目となり、ファンジオの世界選手権最多勝を更新した。ゴルディーニのマンヅォンとトランティニアンはホーソーンからさらに1周遅れで5位、6位に入った。スターリング・モスは7位を走行していたが、リタイアとなった。
ファリーナは表彰台を獲得し、欠場したタルッフィを抜いてランキング2位に浮上した。スイス人ドライバーのルディ・フィッシャーは本GPに参加しなかったが、4位を維持した。マイク・ホーソーンはフィッシャーと同ポイントで5位に浮上した。

## エントリーリスト
| No       | ドライバー                     | チーム                                          | コンストラクター                | シャシー                 | エンジン                   | タイヤ |
| -------- | ------------------------------ | ----------------------------------------------- | ------------------------------- | ------------------------ | -------------------------- | ------ |
| 2        | アルベルト・アスカリ           | スクーデリア・フェラーリ                        | フェラーリ                      | フェラーリ・500          | フェラーリ Type 500 2.0 L4 | P      |
| 4        | ニーノ・ファリーナ             | スクーデリア・フェラーリ                        | フェラーリ                      | フェラーリ・500          | フェラーリ Type 500 2.0 L4 | P      |
| 6        | ピエロ・タルッフィ             | スクーデリア・フェラーリ                        | フェラーリ                      | フェラーリ・500          | フェラーリ Type 500 2.0 L4 | P      |
| 8        | ジャン・ベーラ                 | エキップ・ゴルディーニ                          | ゴルディーニ                    | ゴルディーニ T16         | ゴルディーニ 20 2.0 L6     | E      |
| 10       | ロベール・マンヅォン           | エキップ・ゴルディーニ                          | ゴルディーニ                    | ゴルディーニ T16         | ゴルディーニ 20 2.0 L6     | E      |
| 12       | モーリス・トランティニアン     | エキップ・ゴルディーニ                          | ゴルディーニ                    | ゴルディーニ T16         | ゴルディーニ 20 2.0 L6     | E      |
| 14       | ポール・フレール1              | エキュリー・ベルゲ                              | シムカ・ゴルディーニ            | シムカ・ゴルディーニ T15 | ゴルディーニ 1500 1.5 L4   | E      |
| 16       | チコ・ランディ2                | エスクーデリア・バンディランテス                | マセラティ                      | マセラティ・A6GCM        | マセラティ A6G 2.0 L6      | P      |
| 18       | ジノ・ビアンコ3                | エスクーデリア・バンディランテス                | マセラティ                      | マセラティ・A6GCM        | マセラティ A6G 2.0 L6      | P      |
| 20       | ヤン・フリンテルマン           | エスクーデリア・バンディランテス                | マセラティ                      | マセラティ・A6GCM        | マセラティ A6G 2.0 L6      | P      |
| 22       | ケン・ダウニング               | ケン・ダウニング                                | コンノート-リー・フランシス     | コンノート・A            | リー・フランシス 2.0 L4    | D      |
| 24       | シャルル・ド・トルナコ4        | エキュリー・フランコルシャン                    | フェラーリ                      | フェラーリ・500          | フェラーリ Type 500 2.0 L4 | E      |
| 26       | ランス・マックリン             | HWモータース                                    | HWM-アルタ                      | HWM 52                   | アルタ F2 2.0 L4           | D      |
| 28       | ダンカン・ハミルトン           | HWモータース                                    | HWM-アルタ                      | HWM 52                   | アルタ F2 2.0 L4           | D      |
| 30       | ドリーズ・ヴァン・デル・ローフ | HWモータース                                    | HWM-アルタ                      | HWM 52                   | アルタ F2 2.0 L4           | D      |
| 32       | マイク・ホーソーン             | レスリー・D・ホーソーン                         | クーパー-ブリストル             | クーパー・T20            | ブリストル BS1 2.0 L6      | D      |
| 34       | ケン・ウォートン               | スクーデリア・フラネラ                          | フレイザー・ナッシュ-ブリストル | フレイザー・ナッシュ 421 | ブリストル BS1 2.0 L6      | D      |
| 36       | スターリング・モス             | イングリッシュ・レーシング・オートモビルズ Ltd. | ERA                             | ERA G                    | ERA 1.5 L6                 | D      |
| Sources: |                                |                                                 |                                 |                          |                            |        |

^1 - ポール・フレールはシムカ・ゴルディーニ14番車で予選と決勝を走行した。ジョニー・クレエも同車でエントリーしていたが、解雇された後はGPに参加しなかった。
^2 - チコ・ランディはマセラティ16番車で予選と決勝43ラップを走行した。ヤン・フリンテルマンは自身の車でリタイアした後、車を引き継いで40ラップを走行した。
^3 - ジノ・ビアンコはシムカ・ゴルディーニ14番車で予選と決勝を走行した。アイテル・カントーニも同車でエントリーしていたが、解雇された後はGPに参加しなかった。
^4 - シャルル・ド・トルナコはフェラーリ24番車で予選と決勝を走行した。ルイ・ロジェは当初同番の別車両でエントリーしていたが、後にエントリーを取りやめた。

## 結果

### 予選
| 順位 | No | ドライバー                     | コンストラクター                  | タイム | 差     |
| ---- | -- | ------------------------------ | --------------------------------- | ------ | ------ |
| 1    | 2  | アルベルト・アスカリ           | フェラーリ                        | 1:46.5 | ?      |
| 2    | 4  | ニーノ・ファリーナ             | フェラーリ                        | 1:48.6 | + 2.1  |
| 3    | 32 | マイク・ホーソーン             | クーパー-ブリストル               | 1:51.6 | + 5.1  |
| 4    | 6  | ルイジ・ヴィッロレージ         | フェラーリ                        | 1:51.8 | + 5.3  |
| 5    | 12 | モーリス・トランティニアン     | ゴルディーニ                      | 1:53.0 | + 6.5  |
| 6    | 8  | ジャン・ベーラ                 | ゴルディーニ                      | 1:54.5 | + 8.0  |
| 7    | 34 | ケン・ウォートン               | フレイザー・ナッシュ-ブリストル   | 1:54.7 | + 8.2  |
| 8    | 10 | ロベール・マンヅォン           | ゴルディーニ                      | 1:54.8 | + 8.3  |
| 9    | 26 | ランス・マックリン             | HWM-アルタ                        | 1:55.2 | + 8.7  |
| 10   | 28 | ダンカン・ハミルトン           | HWM-アルタ                        | 1:55.8 | + 9.3  |
| 11   | 14 | ポール・フレール               | シムカ・ゴルディーニ-ゴルディーニ | 1:58.2 | + 11.7 |
| 12   | 18 | ジノ・ビアンコ                 | マセラティ                        | 1:58.4 | + 11.9 |
| 13   | 22 | ケン・ダウニング               | コンノート-リー・フランシス       | 1:58.6 | + 12.1 |
| 14   | 30 | ドリーズ・ヴァン・デル・ローフ | HWM-アルタ                        | 1:59.4 | + 12.9 |
| 15   | 20 | ヤン・フリンテルマン           | マセラティ                        | 2:01.8 | + 15.3 |
| 16   | 16 | チコ・ランディ                 | マセラティ                        | 2:02.1 | + 15.6 |
| 17   | 24 | シャルル・ド・トルナコ         | フェラーリ                        | 2:03.7 | + 17.2 |
| 18   | 36 | スターリング・モス             | ERA                               | 2:04.5 | + 18.0 |

### 決勝
| 順位     | No | ドライバー                          | チーム                           | 周回 | タイム/リタイア原因 | グリッド | ポイント |
| -------- | -- | ----------------------------------- | -------------------------------- | ---- | ------------------- | -------- | -------- |
| 1        | 2  | アルベルト・アスカリ                | フェラーリ                       | 90   | 2:53:28.5           | 1        | 9        |
| 2        | 4  | ニーノ・ファリーナ                  | フェラーリ                       | 90   | + 40.1              | 2        | 6        |
| 3        | 6  | ルイジ・ヴィッロレージ              | フェラーリ                       | 90   | + 1:34.4            | 4        | 4        |
| 4        | 32 | マイク・ホーソーン                  | クーパー-ブリストル              | 88   | + 2 laps            | 3        | 3        |
| 5        | 10 | ロベール・マンヅォン                | ゴルディーニ                     | 87   | + 3 laps            | 6        | 2        |
| 6        | 12 | モーリス・トランティニアン          | ゴルディーニ                     | 87   | + 3 laps            | 5        |          |
| 7        | 28 | ダンカン・ハミルトン                | HWM-アルタ                       | 85   | + 5 laps            | 10       |          |
| 8        | 26 | ランス・マックリン                  | HWM-アルタ                       | 84   | + 6 laps            | 9        |          |
| 9        | 16 | チコ・ランディ ヤン・フリンテルマン | マセラティ                       | 83   | + 7 laps            | 16       |          |
| リタイア | 34 | ケン・ウォートン                    | フレイザー・ナッシュ-ブリストル  | 76   | ホイールベアリング  | 7        |          |
| リタイア | 36 | スターリング・モス                  | ERA                              | 73   | エンジン            | 18       |          |
| リタイア | 30 | ドリーズ・ヴァン・デル・ローフ      | HWM-アルタ                       | 70   | Not Classified      | 14       |          |
| リタイア | 22 | ケン・ダウニング                    | コンノート-リー・フランシス      | 27   | 油圧                | 13       |          |
| リタイア | 24 | シャルル・ド・トルナコ              | フェラーリ                       | 19   | エンジン            | 17       |          |
| リタイア | 14 | ポール・フレール                    | シムカ-ゴルディーニ-ゴルディーニ | 15   | クラッチ            | 11       |          |
| リタイア | 8  | ジャン・ベーラ                      | ゴルディーニ                     | 10   | 電装系              | 6        |          |
| リタイア | 20 | ヤン・フリンテルマン                | マセラティ                       | 7    | ディファレンシャル  | 15       |          |
| リタイア | 18 | ジノ・ビアンコ                      | マセラティ                       | 4    | アクセル            | 12       |          |

## 注
- ポールポジション：アルベルト・アスカリ - 1:46.5
- ファステストラップ：アルベルト・アスカリ - 1:49.8
- 車両共有 - 16番車：前半はチコ・ランディ（43ラップ）、以降はヤン・フリンテルマン（40ラップ）

## 第7戦終了時点でのランキング
|   | 順位 | ドライバー           | ポイント |
| - | ---- | -------------------- | -------- |
|   | 1    | アルベルト・アスカリ | 36 (45)  |
| 1 | 2    | ニーノ・ファリーナ   | 24       |
| 1 | 3    | ピエロ・タルッフィ   | 22       |
|   | 4    | ルディ・フィッシャー | 10       |
| 2 | 5    | マイク・ホーソーン   | 10       |

- 注：トップ5のみ表示。ベスト4戦のみがカウントされる。ポイントは有効ポイント、括弧内は総獲得ポイント。

## 参照
1. ↑  “Dutch GP, 1952 Race Report”.   Grandprix.com. 2013年2月8日閲覧。
2. ↑  “1952 Dutch Grand Prix - Race Entries”.   manipef1.com. 2012年5月9日時点のオリジナルよりアーカイブ。2014年1月14日閲覧。
3. ↑  “1952 Dutch GP - Entry List”.   chicanef1.com. 2014年1月14日閲覧。
4. 1 2 3  “Netherlands 1952 - Result”.   statsf1.com. 2014年1月14日閲覧。
5. ↑  “Dutch Grand Prix 1952 - Results”.  ESPN F1. 2014年1月14日閲覧。

- “The Official Formula 1 website”. 2009年12月1日閲覧。

| 前戦 1952年ドイツグランプリ | FIA F1世界選手権 1952年シーズン | 次戦 1952年イタリアグランプリ     |
|                             | オランダグランプリ              | 次回開催 1953年オランダグランプリ |